# جون باريل
جون باريل (بالإنجليزية: John Barrell)‏ هو مؤرخ بريطاني، ولد في 3 فبراير 1943.